# GrANoLA
Pour les articles homonymes, voir Granola (homonymie).
GrANoLA est une hypothétique ancienne île, de taille comparable aux actuelles Grandes Antilles, qui aurait relié ces dernières aux Petites Antilles il y a environ 35 millions d'années. Le terme est un acronyme anglais, pour  Greater Antilles-Northern Lesser Antilles (« Grandes Antilles-Petites Antilles »).
L'érection de cette île serait due à un raccourcissement est-ouest de la plaque nord-caraïbe conduisant à un épaississement crustal d'environ 25 %, pendant l'Éocène moyen et supérieur. Elle expliquerait le hiatus dans la sédimentation régionale entre l'Éocène supérieur et l'Oligocène inférieur. Compatible avec l'existence à la même époque du GAARlandia (un pont terrestre nord-sud rejoignant le nord de l'actuel Venezuela), elle expliquerait la parenté entre un certain nombre d'espèces actuelles et fossiles trouvées dans les Grandes Antilles et en Amérique du Sud,.